# Rewolucja (film 1985)
Rewolucja (ang. Revolution) – norwesko-brytyjski dramat historyczny w reżyserii Hugh Hudsona z 1985 roku.

## Fabuła
Nowy Jork, rok 1776. Trzynaście kolonii występuje przeciwko królowi Jerzemu III i ogłasza Deklarację Niepodległości Stanów Zjednoczonych. Do miasta przybywa traper z północy, Tom Dobb wraz ze swoim czternastoletnim synem. Armia angielska ląduje na Long Island aby zdławić rebelię. Wbrew swej woli Tom i jego syn zwerbowani zostają w szeregi powstańczej armii.

## Obsada
- Al Pacino jako Tom Dobb
- Donald Sutherland jako sierżant major Peasy
- Nastassja Kinski jako Daisy McConnahay
- Joan Plowright jako pani McConnahay
- Dave King jako pan McConnahay
- Steven Berkoff jako sierżant Jones
- John Wells jako Corty
- Annie Lennox jako Liberty Woman
- Dexter Fletcher jako Ned Dobb

i inni.